# Pallacanestro Varese 2012-2013
Questa voce raccoglie le informazioni riguardanti la Pallacanestro Varese nelle competizioni ufficiali della stagione 2012-13.

## Stagione
La stagione 2012-13 della Pallacanestro Varese, sponsorizzata Cimberio, è la 64ª nel massimo campionato italiano di pallacanestro.
All'inizio della nuova stagione la Lega Basket decise di modificare il regolamento riguardo al numero di giocatori stranieri da schierare contemporaneamente in campo. Si decise così di optare per la scelta della formula con 7 giocatori stranieri di cui massimo 3 non appartenenti a Paesi appartenenti alla FIBA Europe o alla convenzione di Cotonou.
Dopo aver concluso il precampionato senza sconfitte, la Cimberio Varese si impone ben presto come prima forza della serie A: il girone di andata viene chiuso al primo posto con 26 punti, frutto di 13 vittorie e 2 sole sconfitte (alla 10ª giornata contro la Virtus Roma e alla 15ª contro la Reyer Venezia), con 2 punti di vantaggio sulla Dinamo Sassari.
A distanza di 6 anni dall'ultima apparizione, inoltre, la squadra varesina si qualifica alle Final Eight di Coppa Italia, nelle quali batte l'Olimpia Milano per 92-74 ai quarti e la Virtus Roma per 81-71 in semifinale, venendo però sconfitta in finale dalla Mens Sana Siena per 74-77.
Il 28 aprile 2013, a seguito della vittoria casalinga sulla Victoria Libertas Pesaro per 85-70, Varese vince matematicamente la regular season 2012-2013, qualificandosi ai playoff come prima testa di serie. Nei quarti di finale incontra la Reyer Venezia. Viene sconfitta in semifinale dalla Mens Sana Siena, che vincerà poi il titolo.

## Roster

### Staff tecnico e dirigenziale
- Allenatore: Francesco Vitucci
- Vice-allenatore: Stefano Bizzozi
- Assistente: Matteo Jemoli
- Preparatore Atletico: Marco Armenise
- Staff Medico: Ambrogio Bianchini
- Staff Medico: Marco Conti
- Staff Medico: Stefano Sella
- Staff Medico: Daniele Marcolli
- Consulente Ortopedico: Paolo Cherubino
- Fisioterapista: Mauro Bianchi
- Osteopata: Angelo Vetralla

- Presidente: Francesco Vescovi
- Presidente consorzio Varese nel Cuore: Michele Lo Nero
- Direttore sportivo: Simone Giofrè
- Team manager: Massimo Ferraiuolo
- Resp.le organizzativo ed eventi: Mario Oioli
- Resp.le marketing e comunicazione: Marco Zamberletti
- Direttore resp.le segreteria:
- Assistente marketing: Luna Tovaglieri
- Addetto Stampa: Davide Minazzi
- Responsabile logistica: Raffaele Demattè
- Resp.le biglietteria e amministrazione: Sara Patitucci
- Responsabile sito Internet: Andrea Marella
- Responsabile statistiche Lega: Paolo Salmini
- Resp.le settore giovanile: Bruno Bianchi
- Resp.le tecnico settore giovanile: Franco Passera
- Segreteria settore giovanile: Aldo Monti
- Responsabile minibasket: Marina Parma

## Mercato
| Arrivi | Arrivi            | Arrivi             | Arrivi        |
| R      | Nome              | da                 | Modalità      |
| ------ | ----------------- | ------------------ | ------------- |
| AC     | Dušan Šakota      | Enisey Krasnojarsk | definitivo    |
| AG     | Achille Polonara  | Teramo Basket      | definitivo    |
| P      | Andrea De Nicolao | Pall. Treviso      | definitivo    |
| P      | Mike Green        | Barcellona         | definitivo    |
| G      | Adrian Banks      | Barak Netanya      | definitivo    |
| G      | Ebi Ere           | Obradoiro          | definitivo    |
| AP     | Erik Rush         | Apollon Limassol   | definitivo    |
| AP     | Bruno Cerella     | Teramo Basket      | definitivo    |
| C      | Bryant Dunston    | Hapoel Holon       | definitivo    |
| G      | Fabio Mian        | CUS Bari           | fine prestito |
| ALL    | Francesco Vitucci | Scandone Avellino  | definitivo    |
| ALL    | Stefano Bizzozi   | Free agent         | definitivo    |

| Partenze | Partenze          | Partenze            | Partenze       |
| R        | Nome              | a                   | Modalità       |
| -------- | ----------------- | ------------------- | -------------- |
| P        | Daniele Demartini | Fortitudo Agrigento | fine contratto |
| PG       | Tony Weeden       | Włocławek           | fine contratto |
| PG       | Phil Goss         | Virtus Roma         | fine contratto |
| AC       | Diego Fajardo     | Hamyari Sh. Zanjan  | fine contratto |
| P        | Rok Stipčević     | Olimpia Milano      | fine contratto |
| P        | Teemu Rannikko    | Olimpija Lubiana    | fine contratto |
| AG       | Yakhouba Diawara  | Reyer Venezia       | fine contratto |
| G        | Davide Reati      | Blu Treviglio       | fine contratto |
| AG       | Luca Garri        | Aquila Trento       | fine contratto |
| A        | Kristjan Kangur   | Mens Sana Siena     | fine contratto |
| G        | Fabio Mian        | Fortitudo Agrigento | fine contratto |
| AP       | Gabriele Ganeto   | Scaligera Verona    | fine contratto |
| ALL      | Carlo Recalcati   | Sutor Montegranaro  | fine contratto |

## Risultati

### Serie A

#### Regular season

##### Girone di andata
| Arbitri: | Enrico Sabetta (Termoli) Gabriele Bettini (Bologna) Giorgio Provini (Campoformido) |

|                                   |            |                          |
| Gibson 34 Robinson 19 Viggiano 18 | Punti      | 32 Ere 27 Banks 15 Green |
| Gibson, Reynolds 3                | Assist     | 6 Green                  |
| Grant, Robinson 7                 | Rimbalzi   | 13 Dunston               |
| Piero Bucchi                      | Allenatori | Frank Vitucci            |

| Arbitri: | Guerrino Cerebuch (Trieste) Mauro Pozzana (Udine) Denny Borgioni (Roma) |

|                               |            |                                 |
| Dunston 18 Polonara 17 Ere 15 | Punti      | 18 Dragović 16 Warren 14 Shakur |
| Green 5                       | Assist     | 4 Spinelli                      |
| Dunston, Ere 8                | Rimbalzi   | 13 Dragović                     |
| Frank Vitucci                 | Allenatori | Giorgio Valli                   |

| Arbitri: | Roberto Chiari (Ponzano Veneto) Massimiliano Filippini (San Lazzaro) Alessandro Martolini (Roma) |

|                          |            |                                  |
| Ere 20 Green 16 Banks 14 | Punti      | 20 Hackett 16 Kasun 8 Carraretto |
| Green 8                  | Assist     | 6 Hackett                        |
| Polonara 10              | Rimbalzi   | 7 Eze, Kasun                     |
| Frank Vitucci            | Allenatori | Luca Banchi                      |

| Arbitri: | Gianluca Mattioli (Pesaro) Carmelo Lo Guzzo (Pisa) Lorenzo Baldini (Firenze) |

|                                     |            |                             |
| Hasbrouck 19 Gigli 15 Moraschini 11 | Punti      | 19 Ere 17 Polonara 11 Banks |
| Hasbrouck, Imbrò, Poeta 1           | Assist     | 2 Banks, Polonara           |
| Gigli 14                            | Rimbalzi   | 10 Ere                      |
| Alex Finelli                        | Allenatori | Frank Vitucci               |

| Arbitri: | Enrico Sabetta (Termoli) Dino Seghetti (Livorno) Gianluca Sardella (Rimini) |

|                            |            |                                     |
| Ere 19 Dunston 17 Banks 14 | Punti      | 17 Mark'oishvili 14 Cusin 10 Brooks |
| Green 7                    | Assist     | 3 Brooks, Leunen, Tabu              |
| Dunston 11                 | Rimbalzi   | 9 Cusin                             |
| Frank Vitucci              | Allenatori | Andrea Trinchieri                   |

| Arbitri: | Tolga Sahin (Messina) Carmelo Lo Guzzo (Pisa) Evangelista Caiazza (Arzano) |

|                                   |            |                                 |
| Jelovac 15 Mordente 13 Akindele 9 | Punti      | 22 Polonara 15 Banks 11 Dunston |
| Gentile 3                         | Assist     | 7 Green                         |
| Akindele 9                        | Rimbalzi   | 8 Ere                           |
| Stefano Sacripanti                | Allenatori | Frank Vitucci                   |

| Arbitri: | Paolo Taurino (Vignola) Luca Weidmann (Campobasso) Alessandro Terreni (Vicenza) |

|                                   |            |                              |
| Johnson 17 Jaramaz 11 Brackins 11 | Punti      | 21 Dunston 12 Green 11 Banks |
| Mavunga 3                         | Assist     | 5 Green                      |
| Brackins 9                        | Rimbalzi   | 8 Dunston                    |
| Massimo Cancellieri               | Allenatori | Frank Vitucci                |

| Arbitri: | Roberto Chiari (Ponzano Veneto) Carmelo Lo Guzzo (Pisa) Alessandro Martolini (Roma) |

|                                      |            |                                      |
| Banks 16 Ere 15 Polonara, Dunston 12 | Punti      | 23 Thornton 19 Ignerski 15 D. Diener |
| Green 8                              | Assist     | 11 T. Diener                         |
| Ere, Green 7                         | Rimbalzi   | 10 Easley                            |
| Frank Vitucci                        | Allenatori | Meo Sacchetti                        |

| Arbitri: | Tolga Sahin (Messina) Mauro Pozzana (Udine) Evangelista Caiazza (Arzano) |

|                            |            |                                    |
| Ere 24 Banks 15 Dunston 14 | Punti      | 29 Taylor 13 Cinciarini 11 Brunner |
| Green 5                    | Assist     | 5 Cinciarini                       |
| Ere 9                      | Rimbalzi   | 12 Brunner                         |
| Frank Vitucci              | Allenatori | Massimiliano Menetti               |

| Arbitri: | Giampaolo Cicoria (Milano) Massimiliano Filippini (San Lazzaro) Davide Ramilli (Forlì) |

|                            |            |                          |
| Lawal 23 Goss 17 Taylor 17 | Punti      | 20 Green 20 Ere 19 Banks |
| Taylor 6                   | Assist     | 6 Green                  |
| Czyż, Datome, Lawal        | Rimbalzi   | 8 Polonara               |
| Marco Calvani              | Allenatori | Frank Vitucci            |

| Arbitri: | Paolo Taurino (Vignola) Emanuele Aronne (Viterbo) Massimiliano Duranti (Càscina) |

|                             |            |                               |
| Green 18 Ere 16 Polonara 16 | Punti      | 18 Slay 17 Amoroso 14 Johnson |
| Green 7                     | Assist     | 7 Steele                      |
| Dunston 10                  | Rimbalzi   | 4 Johnson                     |
| Frank Vitucci               | Allenatori | Charlie Recalcati             |

| Arbitri: | Enrico Sabetta (Termoli) Massimiliano Filippini (San Lazzaro) Alessandro Martolini (Roma) |

|                                       |            |                               |
| Mpourousīs 18 Langford 17 Hairston 13 | Punti      | 26 Banks 19 Green 12 Polonara |
| Bremer 6                              | Assist     | 3 Green                       |
| Mpourousīs 13                         | Rimbalzi   | 8 Talts                       |
| Sergio Scariolo                       | Allenatori | Frank Vitucci                 |

| Arbitri: | Paolo Taurino (Vignola) Alessandro Vicino (Argelato) Mark Bartoli (Trieste) |

|                              |            |                                           |
| Banks 22 Green 16 Dunston 16 | Punti      | 22 Jackson 16 Perić 12 Stipanović, Vitali |
| Green 4                      | Assist     | 6 Vitali                                  |
| Ere 7                        | Rimbalzi   | 6 Kotti                                   |
| Frank Vitucci                | Allenatori | Luigi Gresta                              |

| Arbitri: | Gianluca Mattioli (Pesaro) Marco Giansanti (Roma) Gabriele Bettini (Bologna) |

|                                     |            |                                 |
| Cavaliero 16 Stipčević 16 Kinsey 11 | Punti      | 20 Polonara 18 Dunston 17 Green |
| Cavaliero 2                         | Assist     | 6 Green                         |
| Barbour 6                           | Rimbalzi   | 10 Polonara                     |
| Zare Markovski                      | Allenatori | Frank Vitucci                   |

| Arbitri: | Carmelo Paternicò (Piazza Armerina) Tolga Sahin (Messina) Massimiliano Duranti (Càscina) |

|                                   |            |                                  |
| Green 26 Dunston 21 De Nicolao 15 | Punti      | 27 Szewczyk 24 Clark 10 Rosselli |
| Green 7                           | Assist     | 8 Clark                          |
| Dunston 8                         | Rimbalzi   | 14 Szewczyk                      |
| Frank Vitucci                     | Allenatori | Andrea Mazzon                    |

##### Girone di ritorno
| Arbitri: | Dino Seghetti (Livorno) Gianluca Sardella (Rimini) Lorenzo Baldini (Firenze) |

|                                         |            |                                  |
| Dunston 15 De Nicolao 14 Green, Rush 13 | Punti      | 18 Robinson 16 Gibson 9 Formenti |
| Green 8                                 | Assist     | 5 Gibson                         |
| Polonara 10                             | Rimbalzi   | 7 Simmons                        |
| Frank Vitucci                           | Allenatori | Piero Bucchi                     |

| Arbitri: | Paolo Taurino (Vignola) Alessandro Vicino (Argelato) Davide Ramilli (Forlì) |

|                                  |            |                               |
| Richardson 17 Dean 16 Lakovič 14 | Punti      | 23 Banks 17 Polonara 15 Green |
| Lakovič 9                        | Assist     | 5 Green                       |
| Johnson 10                       | Rimbalzi   | 5 Ere, Polonara               |
| Cesare Pancotto                  | Allenatori | Francesco Vitucci             |

| Arbitri: | Dino Seghetti (Livorno) Marco Giansanti (Roma) Guido Federico Di Francesco (Termoli) |

|                             |            |                            |
| Brown 23 Hackett 14 Moss 13 | Punti      | 20 Dunston 14 Ere 13 Banks |
| Brown 7                     | Assist     | 7 Green                    |
| Kangur, Moss 5              | Rimbalzi   | 8 Dunston, Green           |
| Luca Banchi                 | Allenatori | Frank Vitucci              |

| Arbitri: | Carmelo Paternicò (Piazza Armerina) Paolo Quacci (Albuzzano) Manuel Mazzoni (Grosseto) |

|                               |            |                                          |
| Dunston 20 Green 12 Šakota 11 | Punti      | 10 Gaddefors 9 Minard 8 Gigli, Hasbrouck |
| Green 9                       | Assist     | 5 Poeta                                  |
| Polonara 8                    | Rimbalzi   | 14 Gigli                                 |
| Frank Vitucci                 | Allenatori | Alex Finelli                             |

| Arbitri: | Luigi Lamonica (Roseto degli Abruzzi) Massimiliano Filippini (San Lazzaro) Mark Bartoli (Trieste) |

|                              |            |                            |
| Aradori 20 Cusin 10 Brooks 8 | Punti      | 16 Dunston 12 Green 10 Ere |
| Anderson, Leunen, Tabu 2     | Assist     | 3 Green                    |
| Tyus 11                      | Rimbalzi   | 10 Dunston                 |
| Lele Molin                   | Allenatori | Frank Vitucci              |

| Arbitri: | Dino Seghetti (Livorno) Emanuele Aronne (Viterbo) Alessandro Terreni (Vicenza) |

|                         |            |                                               |
| Green 20 Ere 16 Banks 8 | Punti      | 18 Gentile 11 Mavraides 8 Mordente, Michelori |
| Green 5                 | Assist     | 3 Gentile                                     |
| Green, Talts 8          | Rimbalzi   | 13 Akindele                                   |
| Frank Vitucci           | Allenatori | Pino Sacripanti                               |

| Arbitri: | Giampaolo Cicoria (Milano) Gianluca Sardella (Rimini) Massimiliano Duranti (Càscina) |

|                             |            |                                    |
| Ere 25 Banks 23 Polonara 13 | Punti      | 28 Pinkney 23 Johnson 11 Rochestie |
| Green 7                     | Assist     | 4 Johnson                          |
| Dunston 10                  | Rimbalzi   | 10 Pinkney                         |
| Frank Vitucci               | Allenatori | Massimo Cancellieri                |

| Arbitri: | Luigi Lamonica (Roseto degli Abruzzi) Luca Weidmann (Campobasso) Gabriele Bettini (Bologna) |

|                                   |            |                            |
| D. Diener 23 Thornton 13 Easley 8 | Punti      | 25 Dunston 15 Banks 14 Ere |
| T. Diener 6                       | Assist     | 5 Green                    |
| D. Diener 8                       | Rimbalzi   | 10 Dunston                 |
| Meo Sacchetti                     | Allenatori | Frank Vitucci              |

| Arbitri: | Dino Seghetti (Livorno) Tolga Sahin (Messina) Alessandro Martolini (Roma) |

|                                   |            |                             |
| Taylor 23 Brunner 10 Cinciarini 9 | Punti      | 22 Dunston 15 Ere 13 Šakota |
| Cinciarini, Taylor 2              | Assist     | 4 Banks, Green              |
| Taylor 9                          | Rimbalzi   | 7 Dunston                   |
| Massimiliano Menetti              | Allenatori | Frank Vitucci               |

| Arbitri: | Paolo Taurino (Vignola) Gabriele Bettini (Bologna) Guido Federico Di Francesco (Termoli) |

|                           |            |                            |
| Ere 13 Rush 10 Polonara 9 | Punti      | 19 Datome 13 Taylor 9 Goss |
| Green 6                   | Assist     | 2 Taylor                   |
| Polonara 9                | Rimbalzi   | 18 Lawal                   |
| Frank Vitucci             | Allenatori | Marco Calvani              |

| Arbitri: | Massimiliano Filippini (San Lazzaro) Alessandro Martolini (Roma) Emanuele Aronne (Viterbo) |

|                                   |            |                            |
| Burns 24 Cinciarini 19 Amoroso 17 | Punti      | 15 Dunston 14 Green 14 Ere |
| Di Bella 5                        | Assist     | 9 Green                    |
| Burns 10                          | Rimbalzi   | 7 Dunston                  |
| Charlie Recalcati                 | Allenatori | Frank Vitucci              |

| Arbitri: | Enrico Sabetta (Termoli) Gianluca Sardella (Rimini) Alessandro Terreni (Vicenza) |

|                              |            |                                |
| Dunston 20 Banks 17 Green 17 | Punti      | 28 Langford 13 Bremer 10 Green |
| Green 7                      | Assist     | 3 Langford                     |
| Dunston 9                    | Rimbalzi   | 8 Melli, Mpourousīs            |
| Frank Vitucci                | Allenatori | Sergio Scariolo                |

| Arbitri: | Roberto Begnis (Crema) Lorenzo Baldini (Firenze) Alessandro Vicino (Argelato) |

|                               |            |                              |
| Jackson 25 Vitali 22 Perić 18 | Punti      | 23 Banks 19 Green 16 Dunston |
| Vitali 6                      | Assist     | 3 Green, Talts               |
| Perić 11                      | Rimbalzi   | 13 Dunston                   |
| Luigi Gresta                  | Allenatori | Frank Vitucci                |

| Arbitri: | Carmelo Paternicò (Piazza Armerina) Gabriele Bettini (Bologna) Paolo Quacci (Albuzzano) |

|                               |            |                                      |
| Šakota 22 Green 14 Dunston 13 | Punti      | 16 Barbour 15 Stipčević 14 Crosariol |
| Green 7                       | Assist     | 4 Thomas                             |
| Ivanov 9                      | Rimbalzi   | 7 Bryan                              |
| Frank Vitucci                 | Allenatori | Zare Markovski                       |

| Arbitri: | Saverio Lanzarini (Bologna) Dino Seghetti (Livorno) Luca Weidmann (Roma) |

|                                     |            |                   |
| Clark 25                            | Punti      | 14 Ere            |
| Bulleri, Clark, Diawara, Rosselli 2 | Assist     | 4 Ere             |
| Clark 7                             | Rimbalzi   | 6 Dunston, Ivanov |
| Andrea Mazzon                       | Allenatori | Frank Vitucci     |

#### Play-off
Tutti i turni di playoff si giocano al meglIo delle 7 partite. La squadra con il miglior piazzamento in classifica al termine della stagione regolare gioca in casa gara-1, gara-2 e le eventuali gara-5 e gara-7.
|   | Quarti di finale | G1 | G2 | G3 | G4 | G5 |
| - | ---------------- | -- | -- | -- | -- | -- |
| 1 | Pall. Varese     | 92 | 81 | 93 | 72 | 84 |
| 8 | Reyer Venezia    | 74 | 72 | 79 | 84 | 75 |

|   | Semifinali      | G1 | G2 | G3 | G4 | G5 | G6 | G7 |
| - | --------------- | -- | -- | -- | -- | -- | -- | -- |
| 1 | Pall. Varese    | 72 | 64 | 59 | 77 | 71 | 82 | 69 |
| 5 | Mens Sana Siena | 80 | 62 | 72 | 78 | 67 | 80 | 82 |

##### Quarti di finale
| Arbitri: | Enrico Sabetta (Termoli) Marco Giansanti (Roma) Manuel Mazzoni (Grosseto) |

|                              |            |                                    |
| Green 25 Dunston 16 Banks 12 | Punti      | 14 Szewczyk 13 K. Clark 12 Diawara |
| Green 7                      | Assist     | 3 Clark, Diawara, Rosselli         |
| Green 6                      | Rimbalzi   | 9 Szewczyk                         |
| Frank Vitucci                | Allenatori | Andrea Mazzon                      |

| Arbitri: | Giampaolo Cicoria (Milano) Alessandro Martolini (Roma) Lorenzo Baldini (Firenze) |

|                                     |            |                              |
| Šakota 19 Ere 19 A. Banks, Green 12 | Punti      | 17 Diawara 14 Young 11 Clark |
| Green 8                             | Assist     | 4 Clark                      |
| Ere 10                              | Rimbalzi   | 8 Diawara                    |
| Frank Vitucci                       | Allenatori | Andrea Mazzon                |

| Arbitri: | Roberto Begnis (Crema) Gabriele Bettini (Bologna) Gianluca Sardella (Rimini) |

|                                  |            |                                 |
| Young 29 Szewczyk 15 Rosselli 12 | Punti      | 23 Banks 19 Dunston 14 Polonara |
| Clark, Diawara 2                 | Assist     | 10 Green                        |
| Diawara 10                       | Rimbalzi   | 7 Dunston, Rush                 |
| Andrea Mazzon                    | Allenatori | Frank Vitucci                   |

| Arbitri: | Guerrino Cerebuch (Trieste) Alessandro Martolini (Roma) Paolo Quacci (Albuzzano) |

|                              |            |                                  |
| Clark 18 Young 16 Diawara 14 | Punti      | 15 D. Šakota 14 Dunston 12 Banks |
| Clark 8                      | Assist     | 5 Green                          |
| Szewczyk 9                   | Rimbalzi   | 9 Dunston                        |
| Andrea Mazzon                | Allenatori | Frank Vitucci                    |

| Arbitri: | Roberto Begnis (Crema) Paolo Taurino (Vignola) Denny Borgioni (Roma) |

|                                       |            |                                  |
| Šakota 23 Banks 14 Dunston, Ivanov 10 | Punti      | 21 Diawara 15 Rosselli 13 Bowers |
| Green 5                               | Assist     | 3 Rosselli                       |
| Ivanov 9                              | Rimbalzi   | 9 Rosselli                       |
| Frank Vitucci                         | Allenatori | Andrea Mazzon                    |

##### Semifinali
| Arbitri: | Roberto Begnis (Crema) Roberto Chiari (Ponzano Veneto) Massimiliano Filippini (San Lazzaro) |

|                           |            |                             |
| Ere 15 Green 14 Šakota 13 | Punti      | 29 Brown 17 Moss 10 Hackett |
| Green 8                   | Assist     | 4 Brown                     |
| Ere 8                     | Rimbalzi   | 9 Eze                       |
| Frank Vitucci             | Allenatori | Luca Banchi                 |

| Arbitri: | Gianluca Mattioli (Pesaro) Alessandro Martolini (Roma) Emanuele Aronne (Viterbo) |

|                              |            |                                       |
| Green 13 Dunston 13 Banks 11 | Punti      | 17 D. Hackett 11 Brown 7 Kangur, Ress |
| Green 6                      | Assist     | 5 Brown                               |
| Talts 11                     | Rimbalzi   | 7 Kangur                              |
| Frank Vitucci                | Allenatori | Luca Banchi                           |

| Arbitri: | Saverio Lanzarini (Bologna) Tolga Sahin (Messina) Luca Weidmann (Campobasso) |

|                             |            |                               |
| Moss 17 Brown 15 Hackett 13 | Punti      | 17 Dunston 9 Šakota 8 Cerella |
| Brown 5                     | Assist     | 5 Green                       |
| Ortner 10                   | Rimbalzi   | 8 Dunston, Polonara           |
| Luca Banchi                 | Allenatori | Frank Vitucci                 |

| Arbitri: | Giampaolo Cicoria (Milano) Carmelo Paternicò (Piazza Armerina) Massimiliano Filippini (San Lazzaro) |

|                             |            |                          |
| Brown 27 Hackett 16 Moss 11 | Punti      | 22 Ere 12 Green 11 Banks |
| Moss 4                      | Assist     | 4 Green                  |
| Ress 5                      | Rimbalzi   | 10 Green                 |
| Luca Banchi                 | Allenatori | F. Vitucci               |

| Arbitri: | Saverio Lanzarini (Bologna) Alessandro Martolini (Roma) Emanuele Aronne (Viterbo) |

|                                  |            |                                  |
| Banks 18 Ere 15 Šakota, Talts 11 | Punti      | 25 Brown 10 Sanik'idze 8 Janning |
| Green 5                          | Assist     | 7 Hackett                        |
| Dunston 7                        | Rimbalzi   | 11 Sanik'idze                    |
| Frank Vitucci                    | Allenatori | Luca Banchi                      |

| Arbitri: | Luigi Lamonica (Roseto degli Abruzzi) Enrico Sabetta (Termoli) Gabriele Bettini (Bologna) |

|                            |            |                              |
| Brown 17 Ortner 17 Moss 17 | Punti      | 20 Green 16 Banks 10 Dunston |
| Hackett 5                  | Assist     | 5 Green                      |
| Moss 9                     | Rimbalzi   | 10 Green                     |
| Luca Banchi                | Allenatori | Frank Vitucci                |

| Arbitri: | Guerrino Cerebuch (Trieste) Paolo Taurino (Vignola) Luca Weidmann (Campobasso) |

|                           |            |                             |
| Green 20 Šakota 12 Ere 11 | Punti      | 23 Hackett 19 Moss 14 Brown |
| Green 6                   | Assist     | 9 Hackett                   |
| Talts 10                  | Rimbalzi   | 6 Kangur, Moss, Ortner      |
| Frank Vitucci             | Allenatori | Luca Banchi                 |

### Coppa Italia
Grazie al primo posto in classifica ottenuto al termine del girone d'andata la Pall. Varese ha ottenuto il diritto a partecipare alle Final Eight di Coppa Italia che si è tenuta dal 7 al 10 febbraio al Mediolanum Forum di Assago e che ha visto la vittoria per la quinta volta consecutiva della Mens Sana Siena.
|   | Squadra        | Risultato |
| - | -------------- | --------- |
| 1 | Pall. Varese   | 92        |
| 8 | Olimpia Milano | 74        |

|   | Squadra      | Risultato |
| - | ------------ | --------- |
| 1 | Pall. Varese | 81        |
| 5 | Virtus Roma  | 71        |

|   | Squadra         | Risultato |
| - | --------------- | --------- |
| 1 | Pall. Varese    | 74        |
| 3 | Mens Sana Siena | 77        |

| Arbitri: | Giampaolo Cicoria (Milano) Roberto Chiari (Ponzano Veneto) Massimiliano Filippini (San Lazzaro) |

| |            | |
| Green 23 Ere 17 Polonara 16 | Punti      | 23 Langford 13 Hairston 12 Mpourousīs |
| Green 10 | Assist     | 5 Green |
| Green 8 | Rimbalzi   | 7 Mpourousīs |
| 6 Banks· 10 Green· 25 Ere· 33 Polonara· 42 Dunston 5 Šakota· 7 Rush· 8 Talts· 9 De Nicolao· 14 Balanzoni· 16 Bertoglio· 19 Cerella | Formazioni | 7 Hairston· 9 Fōtsīs· 23 Langford· 30 Green· 43 Radošević 5 Giachetti· 13 Chiotti· 15 Mpourousīs· 18 Melli· 22 Bremer· 25 Gentile· 55 Basile |
| Frank Vitucci | Allenatori | Sergio Scariolo |

| Arbitri: | Giampaolo Cicoria (Milano) Saverio Lanzarini (Bologna) Alessandro Martolini (Roma) |

| |            | |
| Ere 23 Šakota 21 Green 11 | Punti      | 20 Taylor 19 Goss 11 Datome |
| Green 8 | Assist     | 1 Datome, Goss, Taylor |
| Dunston 6 | Rimbalzi   | 11 Jones |
| 6 Banks· 10 Green· 25 Ere· 33 Polonara· 42 Dunston 5 Šakota· 7 Rush· 8 Talts· 9 De Nicolao· 14 Balanzoni· 16 Bertoglio· 19 Cerella | Formazioni | 6 Jones· 10 D'Ercole· 13 Datome· 21 Taylor· 31 Lawal 5 Goss· 7 Tambone· 8 Tonolli· 9 Gorrieri· 18 Di Giacomo· 33 Czyż· 44 Lorant |
| Frank Vitucci | Allenatori | Marco Calvani |

| Arbitri: | Luigi Lamonica (Roseto degli Abruzzi) Giampaolo Cicoria (Milano) Saverio Lanzarini (Bologna) |

| |            | |
| Green 29 Dunston 14 De Nicolao 8                                                                                                   | Punti      | 25 Brown 17 Hackett 10 Janning                                                                                                 |
| Green 4 | Assist     | 4 Brown |
| Talts 8 | Rimbalzi   | 8 Sanik'idze |
| 6 Banks· 10 Green· 25 Ere· 33 Polonara· 42 Dunston 5 Šakota· 7 Rush· 8 Talts· 9 De Nicolao· 14 Balanzoni· 16 Bertoglio· 19 Cerella | Formazioni | 6 Brown· 8 Eze· 11 Kangur· 22 Janning· 34 Moss 10 Rašić· 13 Sanik'idze· 14 Ress· 16 Ortner· 18 Lechthaler· 21 Neri· 23 Hackett |
| Frank Vitucci | Allenatori | Luca Banchi |

## Statistiche

### Statistiche di squadra
| Competizione   | Punti | In casa | In casa | In casa | In casa | In casa | In trasferta | In trasferta | In trasferta | In trasferta | In trasferta | Totale | Totale | Totale | Totale | Totale | Totale |
| Competizione   | Punti | G       | V       | P       | PF      | PS      | G            | V            | P            | PF           | PS           | G      | V      | P      | PF     | PS     | DIF    |
| -------------- | ----- | ------- | ------- | ------- | ------- | ------- | ------------ | ------------ | ------------ | ------------ | ------------ | ------ | ------ | ------ | ------ | ------ | ------ |
| Serie A        | 46    | 15      | 14      | 1       | 1291    | 1129    | 15           | 9            | 6            | 1228         | 1182         | 30     | 23     | 7      | 2519   | 2311   | +208   |
| Play-off       | -     | 7       | 5       | 2       | 533     | 512     | 5            | 2            | 3            | 383          | 393          | 12     | 7      | 5      | 916    | 905    | +11    |
| Totale Serie A | -     | 22      | 19      | 3       | 1824    | 1641    | 20           | 11           | 9            | 1611         | 1575         | 42     | 30     | 12     | 3435   | 3216   | +219   |
| Coppa Italia   | -     | -       | -       | -       | -       | -       | -            | -            | -            | -            | -            | 3      | 2      | 1      | 247    | 222    | +25    |
| Totale         | -     | 22      | 19      | 3       | 1824    | 1641    | 20           | 11           | 9            | 1611         | 1575         | 45     | 32     | 13     | 3682   | 3438   | +244   |

### Statistiche dei giocatori
| Giocatore     | Serie A | Serie A | Serie A | Serie A | Coppa Italia | Coppa Italia | Coppa Italia | Coppa Italia | Totale | Totale | Totale | Totale |
| Giocatore     | PG      | PTI     | AST     | RIM     | PG           | PTI          | AST          | RIM          | PG     | PTI    | AST    | RIM    |
| ------------- | ------- | ------- | ------- | ------- | ------------ | ------------ | ------------ | ------------ | ------ | ------ | ------ | ------ |
| S. Ambrosini  | 0       | 0       | 0       | 0       | 0            | 0            | 0            | 0            | 0      | 0      | 0      | 0      |
| J. Balanzoni  | 2       | 0       | 0       | 0       | 0            | 0            | 0            | 0            | 2      | 0      | 0      | 0      |
| A. Banks      | 40      | 554     | 53      | 98      | 3            | 19           | 2            | 4            | 43     | 573    | 55     | 102    |
| N. Bertoglio  | 8       | 2       | 0       | 2       | 1            | 0            | 0            | 0            | 9      | 2      | 0      | 2      |
| B. Cerella    | 21      | 41      | 6       | 26      | 0            | 0            | 0            | 0            | 21     | 41     | 6      | 26     |
| A. De Nicolao | 42      | 171     | 75      | 97      | 3            | 16           | 2            | 7            | 45     | 187    | 77     | 104    |
| B. Dunston    | 41      | 581     | 31      | 304     | 3            | 33           | 1            | 14           | 44     | 614    | 32     | 318    |
| E. Ere        | 39      | 529     | 45      | 192     | 3            | 47           | 1            | 14           | 42     | 576    | 46     | 206    |
| M. Green      | 42      | 550     | 246     | 203     | 3            | 63           | 22           | 16           | 45     | 613    | 268    | 219    |
| D. Ivanov     | 8       | 39      | 3       | 39      | 0            | 0            | 0            | 0            | 8      | 39     | 3      | 39     |
| A. Polonara   | 40      | 336     | 35      | 191     | 3            | 24           | 2            | 11           | 43     | 360    | 37     | 202    |
| E. Rush       | 38      | 131     | 13      | 72      | 3            | 10           | 0            | 6            | 41     | 141    | 13     | 78     |
| D. Šakota     | 40      | 339     | 22      | 97      | 3            | 26           | 1            | 5            | 43     | 365    | 23     | 102    |
| J. Talts      | 38      | 162     | 31      | 142     | 3            | 9            | 2            | 17           | 41     | 171    | 33     | 159    |
| E. Vescovi    | 0       | 0       | 0       | 0       | 0            | 0            | 0            | 0            | 0      | 0      | 0      | 0      |
| D. Zattra     | 0       | 0       | 0       | 0       | 0            | 0            | 0            | 0            | 0      | 0      | 0      | 0      |